# Esqueletão
O Edifício Galeria XV de Novembro, mais conhecido por Esqueletão, é um edifício abandonado de 19 andares na cidade de Porto Alegre, localizado na Rua Marechal Floriano Peixoto, no Centro Histórico da cidade. Construído inicialmente em 1956, o prédio está inacabado desde o final da década de 1950, servindo para moradia irregular e trazendo risco de desmoronamento. O edifício foi condenado por laudo técnico da Universidade Federal do Rio Grande do Sul (UFRGS), que atestou o comprometimento das estruturas devido à falta de manutenção ao longo dos anos, causado pelo abandono. A sua demolição iniciou em 2024 e foi dividida por uma demolição manual e, posteriormente, uma implosão.

## Nome
O prédio foi apelidado de "Esqueletão" por conta da sua aparência externa inacabada no Centro Histórico de Porto Alegre. O Edifício Galeria XV de Novembro, além de Esqueletão, também é popularmente conhecido como "QG do crime" e "Beco do Mijo", por conta das ocupações do prédio.

## História

### Construção
Com o projeto aprovado pela prefeitura de Porto Alegre em 1956, a construção do Esqueletão foi iniciada ainda da década de 1950 sob responsabilidade da Sociedade Brasileira de Construção. O prédio possui 19 pavimentos e 13 mil m². No entanto, apenas três anos depois, em 1959, a construtora faliu sem obter a licença legal para a obra. Desde então, o prédio permaneceu como uma estrutura de concreto exposta, sem nunca ter sido concluído.

### Moradia e desocupação
Embora com a estrutura incompleta e comprometida, o prédio foi utilizado ao longo dos anos por diversas pessoas que o utilizaram para moradia irregular e comércio. O prédio foi interditado e desocupado a partir da década de 1990, porém, invasões e vandalismos se tornaram frequentes, dificultando ainda mais qualquer tentativa de regularização ou conclusão da obra. Em 2003, a prefeitura ingressou com uma ação civil pública pedindo a interdição e desocupação do imóvel, alegando riscos estruturais e falta de segurança. Em 2020 a Fundação de Assistência Social e Cidadania de Porto Alegre (FASC) cadastrou pelo menos 45 ocupantes no prédio. Cerca de 20 anos após o início da ação civil e longos processos judiciais, em setembro de 2021, a desocupação do Esqueletão foi concluída com a saída dos últimos moradores.⁣

### Demolição
Em 2018, um laudo preliminar da prefeitura determinou que o prédio corria risco crítico de desmoronamento, e o Ministério Público cogitou a sua demolição, mas nada foi concretizado oficialmente. Após a desocupação, já em abril de 2023, um laudo técnico realizado pelo Laboratório de Ensaios e Modelos Estruturais (LEME) da Universidade Federal do Rio Grande do Sul (UFRGS) apontou que o prédio apresentava estruturas comprometidas, representando risco de desabamento. Com base nesse estudo, a Justiça autorizou a demolição do Esqueletão.
Em janeiro de 2024, o prefeito da capital, Sebastião Melo, do Movimento Democrático Brasileiro (MDB), assinou a ordem para o início das obras de demolição, investindo 3,19 milhões de reais no projeto. A prefeitura contratou a Demolidora FBI e pretende que a demolição termine em maio de 2025. Em fevereiro de 2024, o Ministério do Trabalho e Emprego (MTE) embargou a construção, por conta de uma inspeção apresentar riscos aos trabalhadores. Em 4 de setembro de mesmo ano, foi demolido um prédio anexo ao Esqueletão. A demolição do Esqueletão só foi retomada em 28 de janeiro de 2025, quando, segundo a Secretaria Municipal de Obras e Infraestrutura, a Demolidora FBI instalou uma proteção para trabalho em altura.
A demolição está ocorrendo em três etapas: primeiro haverá a demolição de andares da parte de trás do edifício. Após isso, haverá a derrubada da parte frontal e do 19.º ao 11.º andar. A próxima fase da demolição seria feita por implosão dos andares remanescentes, mas a operação foi cancelada pelos técnicos da Secretaria Municipal de Obras e Infraestrutura (SMOI), em conjunto com a empresa responsável pela obra, após análise do laudo de vistoria da vizinhança. A Superintendência Regional do Trabalho e Emprego do Estado do Rio Grande do Sul (SRTE-RS) realizou vistoria técnica no prédio e autorizou a demolição integralmente por métodos manuais e mecânicos, andar por andar, considerados mais seguros para a estrutura do entorno. A conclusão da demolição está programada para ocorrer no final de 2025.

## Arquitetura
O prédio foi erguido na década de 1950 na esquina entre a Rua Marechal Floriano e a Rua José Montaury, feito de concreto armado e tijolos, contendo 19 andares.

## Galeria

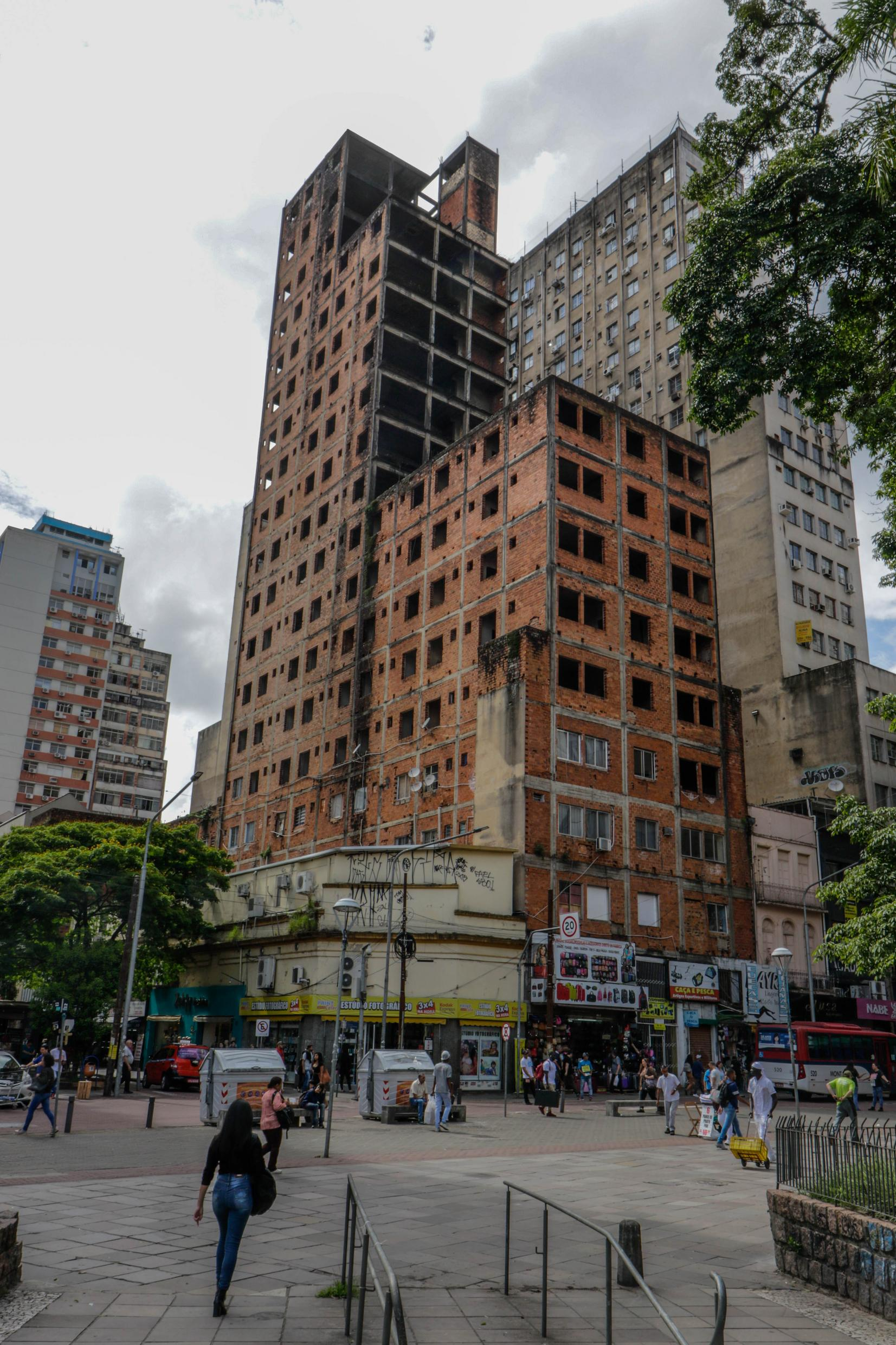
Fachada do prédio em 2019
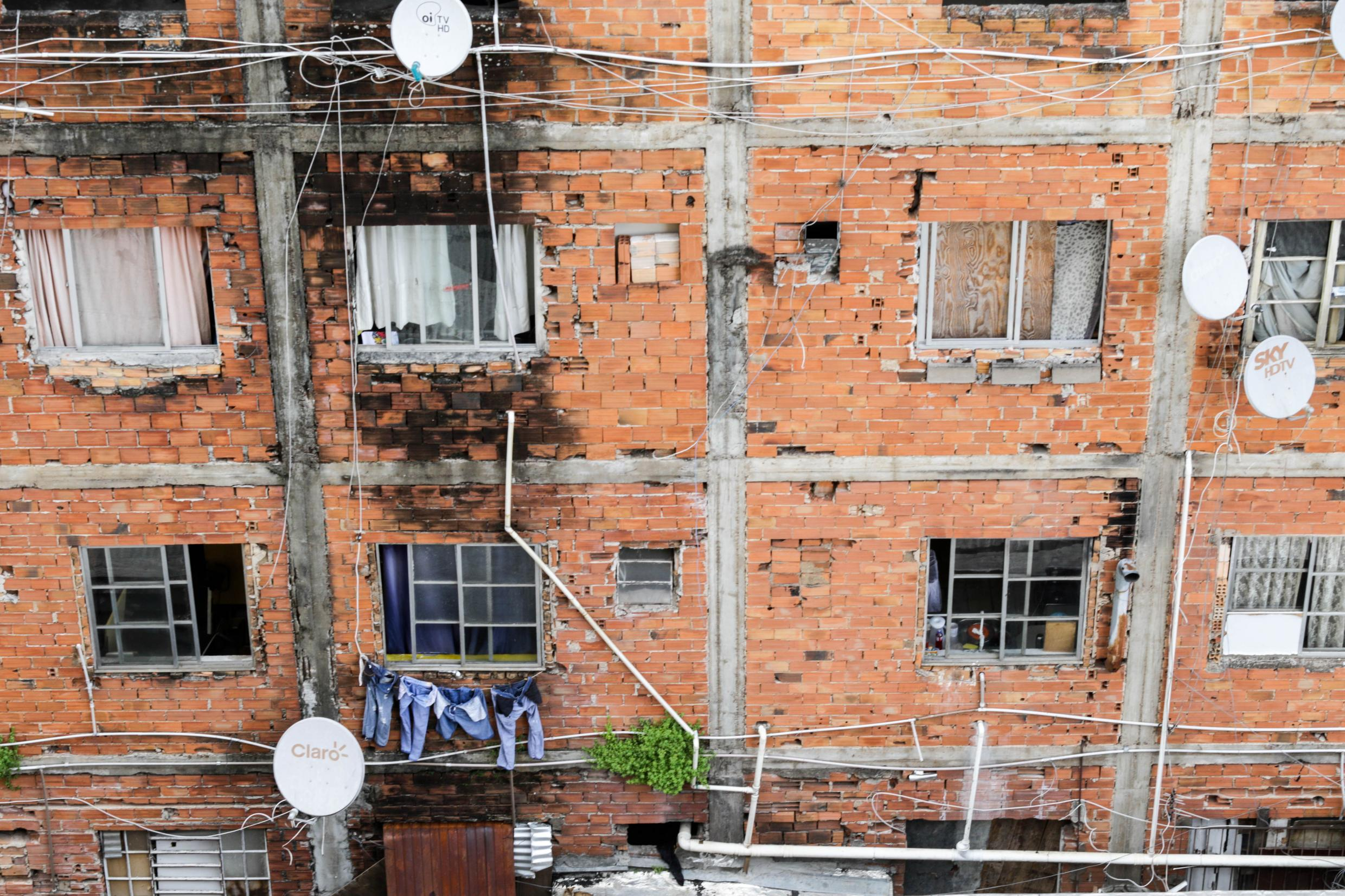
Algumas janelas na lateral do edifício
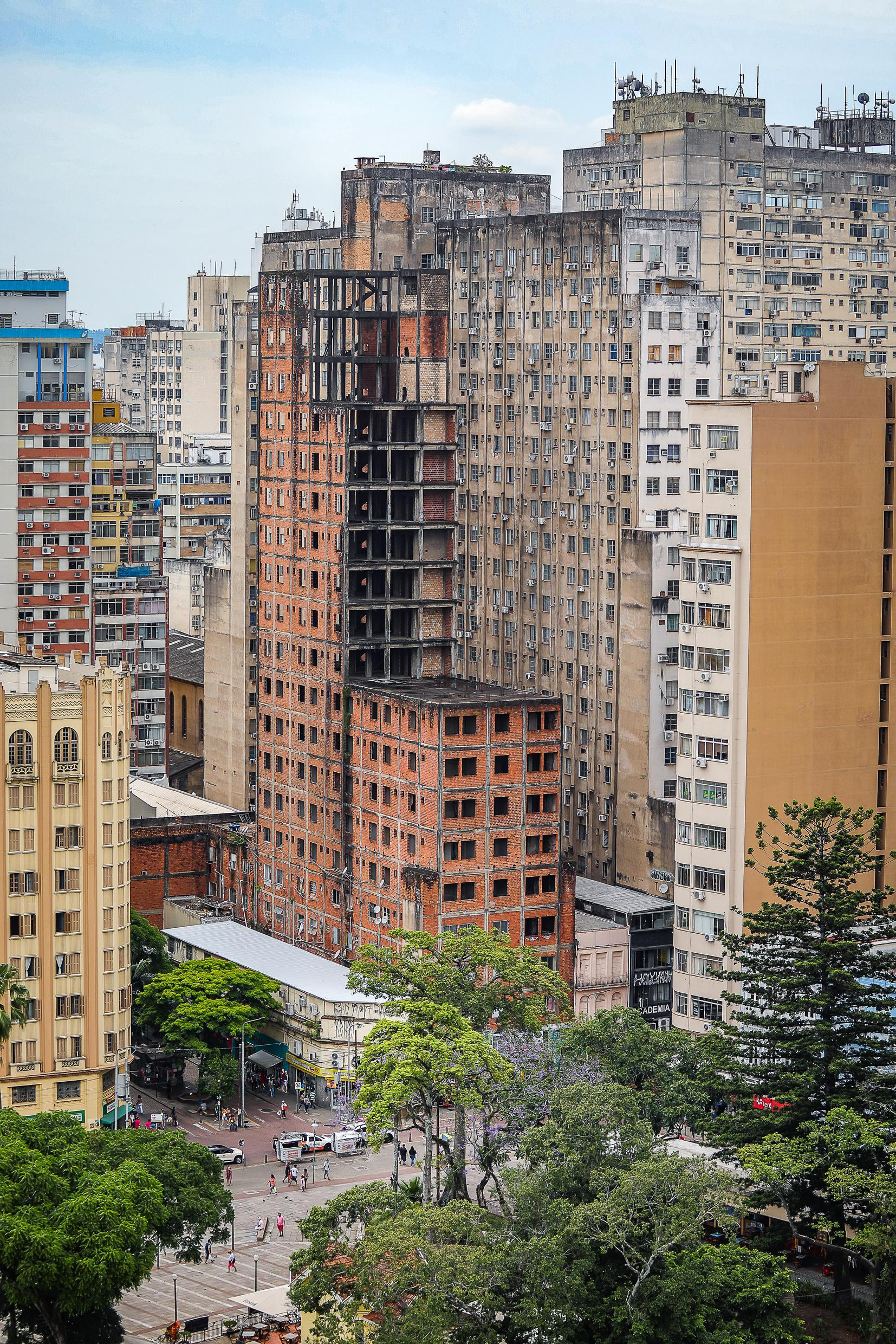
Vista aérea do prédio
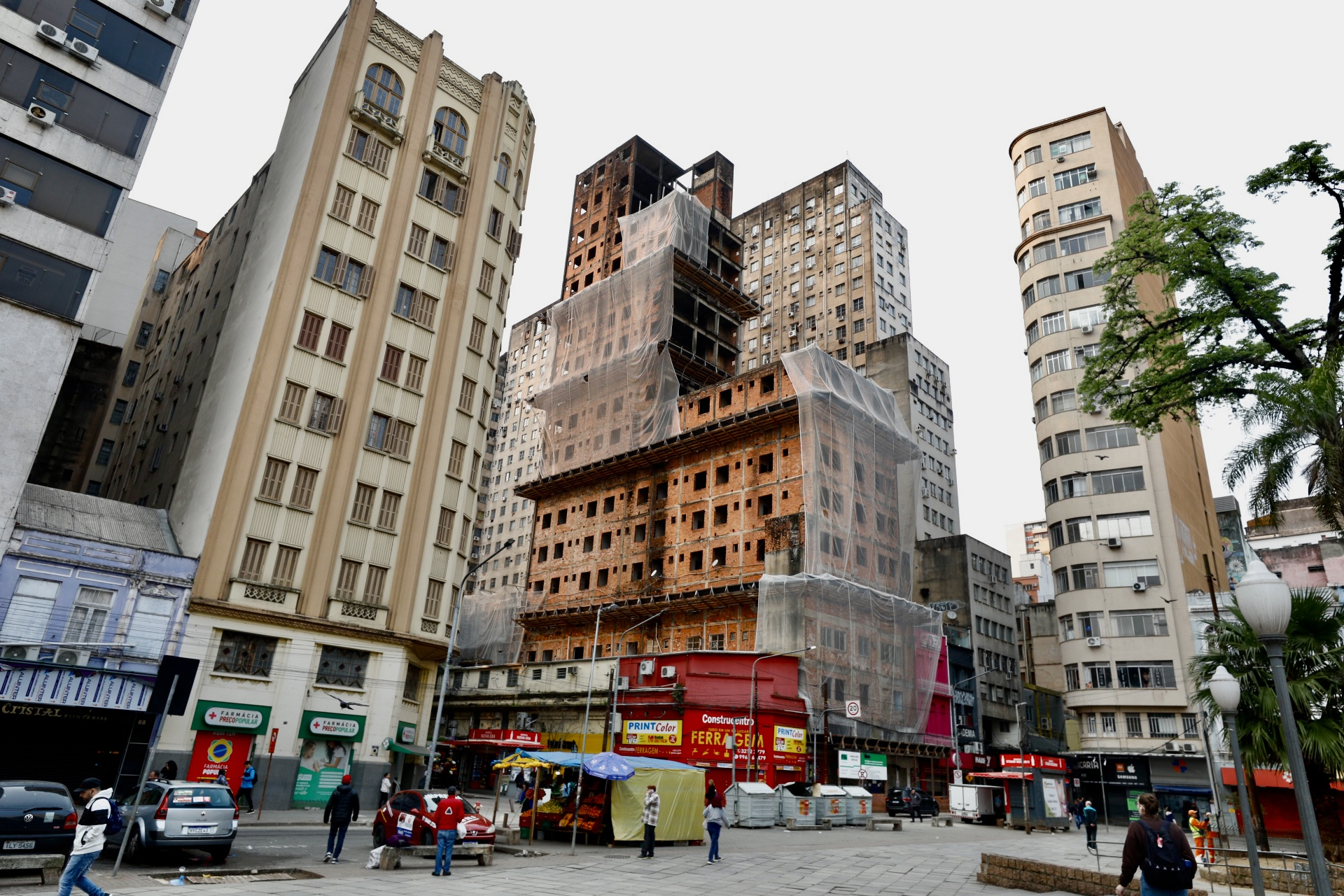
Início da demolição, em 2024
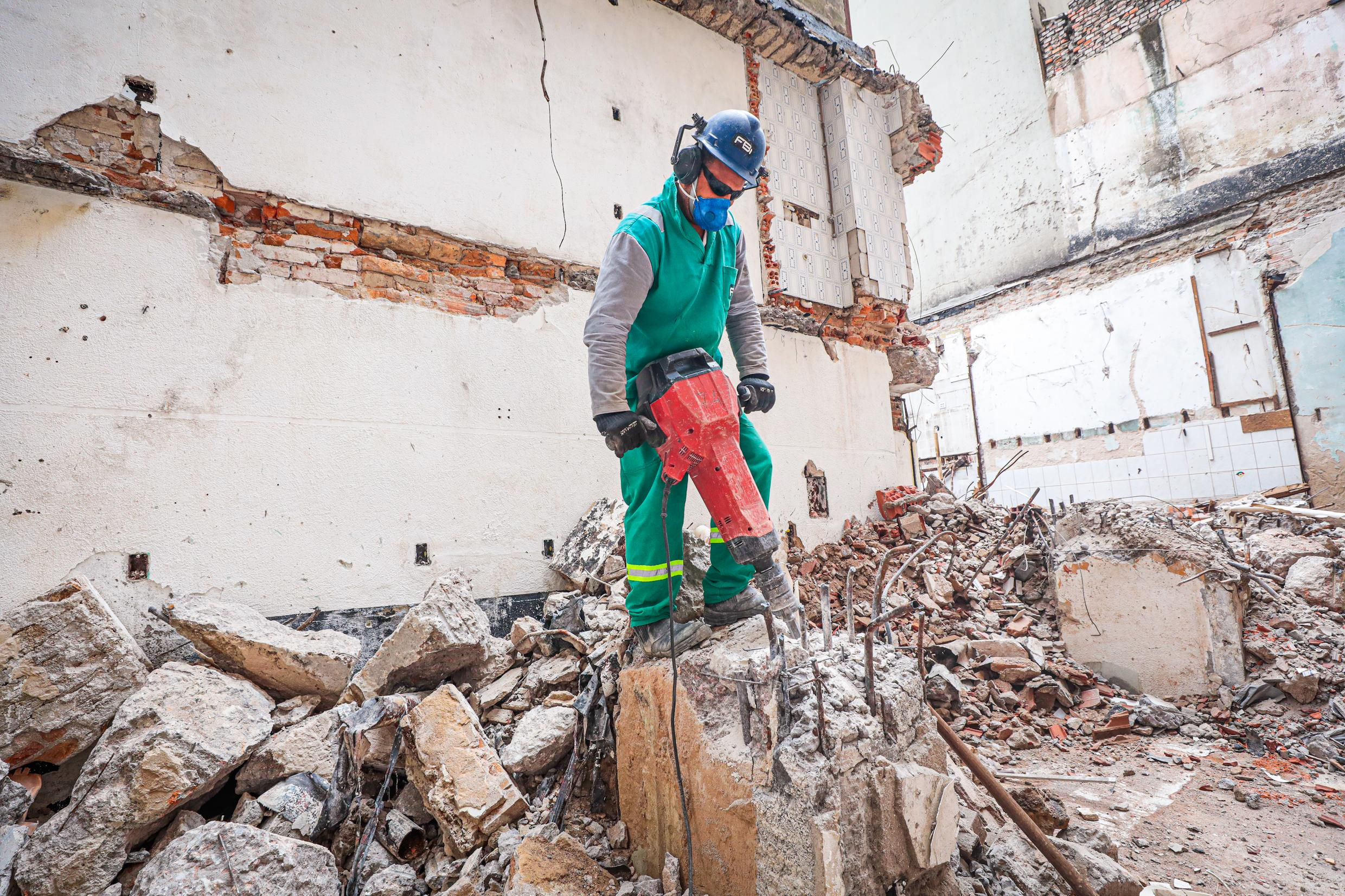
Demolição manual de uma parte do prédio